# ARMC7
ARMC7 (англ. Armadillo repeat containing 7) – білок, який кодується однойменним геном, розташованим у людей на 17-й хромосомі. Довжина поліпептидного ланцюга білка становить 198 амінокислот, а молекулярна маса — 21 924.
| 10         |  | 20         |  | 30         |  | 40         |  | 50         |
| ---------- |  | ---------- |  | ---------- |  | ---------- |  | ---------- |
| MAQKPKVDPH |  | VGRLGYLQAL |  | VTEFQETQSQ |  | DAKEQVLANL |  | ANFAYDPSNY |
| EYLRQLQVLD |  | LFLDSLSEEN |  | ETLVEFAIGG |  | LCNLCPDRAN |  | KEHILHAGGV |
| PLIINCLSSP |  | NEETVLSAIT |  | TLMHLSPPGR |  | SFLPELTATP |  | VVQCMLRFSL |
| SASARLRNLA |  | QIFLEDFCSP |  | RQVAEARSRQ |  | AHSALGIPLP |  | RSVAPRQR   |

A: Аланін

C: Цистеїн

D: Аспарагінова кислота

E: Глутамінова кислота

F: Фенілаланін

G: Гліцин

H: Гістидин

I: Ізолейцин

K: Лізин

L: Лейцин

M: Метіонін

N: Аспарагін

P: Пролін

Q: Глутамін

R: Аргінін

S: Серин

T: Треонін

V: Валін

Кодований геном білок за функцією належить до фосфопротеїнів. 
Задіяний у такому біологічному процесі, як альтернативний сплайсинг. 